# Cuenca
Cuenca este un oraș din regiunea autonomă Castilia-La Mancha, Spania. Centrul istoric al orașului a fost înscris în anul 1996 în lista patrimoniului mondial UNESCO.